# Лешки, Андрея
Андрея Лешки (словен. Andreja Leški; род. 8 января 1997, Копер) — словенская дзюдоистка, олимпийская чемпионка 2024 года, серебряный призёр чемпионатов мира 2021 и 2023 годов, чемпионка и призёр чемпионатов Европы.

## Биография
Андрея Лешки родилась в 1997 году и борется в весовой категории до 63 килограммов.
В 2018 году на турнире Большого шлема по дзюдо в Дюссельдорфе одержала победу. Также является победительницей турниров серии Гран-при по дзюдо в Агадире в 2018 и в Марракеше 2019 году.
В 2021 году Лешки завоевала бронзовую медаль на турнире Judo World Masters, который проходил в Дохе (Катар). На чемпионате Европы 2021 года, который состоялся в Португалии, Андрея в схватке за третье место одержала победу над спортсменкой из Польши Агатой Оздобой-Блаш и завоевала бронзовую медаль.
На чемпионате мира 2021 года, который проходил в Венгрии в Будапеште, в июне, Андрея завоевала серебряную медаль в весовой категории до 63 кг, уступив в финале французской спортсменке Кларисс Агбеньену.
В мае 2023 года на чемпионате мира, проходившем в Дохе (Катар), словенская дзюдоистка в весовой категории до 63 кг стала обладательницей серебряной медали, в финале уступив французской спортсменке Клариссе Агбеньену.
На летних Олимпийских играх 2024 года в Париже Андрея завоевала золотую медаль, одолев в финальной схватке мексиканскую спортсменку Приску Алькарас.